# Mucosa nasal
La mucosa nasales una membrana mucosa que recubre los cornetes y el interior de las fosas nasales. En la zona de los cornetes inferiores y medios, se denomina Pars respiratoria (parte respiratoria). Sirve para limpiar, humedecer y calentar el aire respirado. El revestimiento de la cavidad nasal superior se denomina mucosa olfativa (Pars olfactoria) y sirve para percibir los olores.

## Estructura

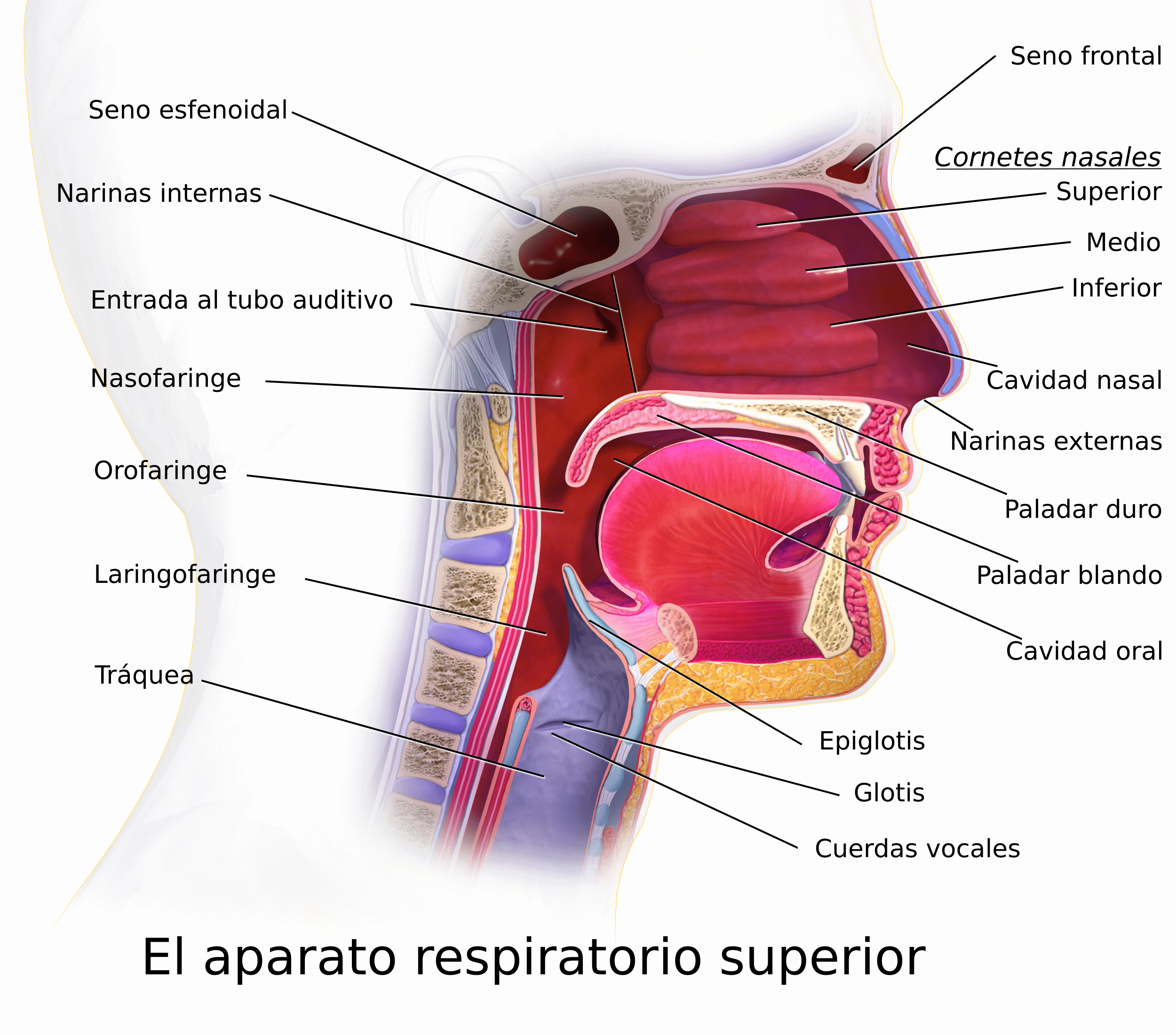
Fosa nasal

La parte respiratoria de la mucosa nasal tiene un epitelio ciliado, que está adherido a su propia capa (Lamina propria mucosae). Las células del epitelio ciliado tienen de 50 a 300 cilios finos (kinocilios), que sobresalen en la capa mucosa. Entre estas células epiteliales ciliadas se encuentran las células caliciformes que, junto con las glándulas nasales de la región nasal anterior, producen la secreción nasal. La mucosa está completamente cubierta por esta capa. La mucosa nasal se regenera mediante el llamado ciclo nasal. En la zona de la mucosa olfativa, el epitelio cilíndrico de varias filas no lleva kinocilios y no hay células caliciformes, pero sí células olfativas.
En la transición de la piel externa al epitelio ciliado de la mucosa nasal, el plexo de Kiesselbach, una membrana mucosa rica en vasos, se encuentra en la parte anterior e inferior del tabique nasal.

## Características
La membrana mucosa nasal tiene una función de filtro importante para proteger contra patógenos y cuerpos extraños inhalados. Se adhieren a la capa de moco. La capa de secreción es gelatinosa en la superficie y líquida debajo. Los cilios laten entre 450 y 800 veces por minuto. En el caso del batido de los cilios, se distingue entre una fase de acción corta, en la que el eje de los cilios es recto y la punta curvada en la capa de gel, y una fase de recuperación más larga, en la que el eje se curva y la punta retrocede en la capa acuosa. Este flujo ciliado (depuración mucociliar) empuja la capa de moco hacia las coanas y, por tanto, hacia la faringe, que tarda entre 10 y 15 minutos desde la entrada nasal hasta las coanas. Para la defensa contra los agentes patógenos, se producen en la mucosa sustancias de defensa específicas, especialmente la inmunoglobulina A, con la que se puede rechazar a los agentes patógenos. La unión mecánica de las bacterias en la secreción nasal también desempeña un papel importante en la defensa contra la infección.
Gracias a la buena circulación sanguínea de la mucosa, el aire respirado se templa en pocos segundos. En la zona de la nasofaringe, la temperatura del aire respiratorio es de 32-34 °C, y la calefacción o refrigeración necesarias funcionan con temperaturas exteriores de -8 a 40 °C. Sólo a temperaturas exteriores inferiores a -40 °C la temperatura en la nasofaringe desciende a 31 °C. El agua evaporada de la secreción nasal se libera en el aire respiratorio para humedecerlo. La humedad relativa se eleva a cerca del 80 %. En las vías respiratorias posteriores, la temperatura del aire respirado se eleva a 37 °C y tiene una humedad del 98 %, lo que es un requisito previo para que el intercambio de gases en los pulmones no se vea alterado.
Como todas las mucosas, la mucosa nasal también es capaz de absorber sustancias. El tamaño y la capacidad de absorción son en su mayoría inadecuados para la absorción de grandes cantidades de ingrediente activo en el contexto de la terapia sistémica, las excepciones son, por ejemplo, el tratamiento con desmopresina para la diabetes insípida. Pero incluso los medicamentos introducidos localmente, como las gotas nasales, pueden penetrar en el cuerpo hasta tal punto que provocan efectos secundarios indeseables. Los simpaticomiméticos que contienen pueden causar depresión respiratoria o incluso coma en los bebés. Los tóxicos como el tabaco, las anfetaminas y la cocaína también se consumen a través de la mucosa nasal.

## Enfermedades y trastorno
La inflamación de la mucosa nasal se denomina rinitis. Puede estar causada por agentes patógenos, como virus y bacterias o por sustancias irritantes y alérgicas. La rinitis acuta, conocida popularmente como "resfriado común", es una de las infecciones víricas más comunes en el ser humano.
Las larvas de la cochinilla nasal infestan la mucosa nasal, especialmente de los ungulados.Trichosomoides nasalis es un parásito de la mucosa nasal de los ratones.